# Čechy pod Kosířem (rozhledna)
Čechy pod Kosířem (někdy též označována jako Červená věž nebo Věžka) je cihlová stavba, která byla postavena v zámeckém parku Čechy pod Kosířem v roce 1843.
Jedná se o pseudogotickou stavbu osmiúhelníkového půdorysu vybudovanou z červených cihel. Třípatrová stavba je vysoká 15 metrů. V přízemí je 5 půlkruhově zaklenutých oken a vchod. Je zakončena kordonovou římsou se zubořezem a kolem vyčnívá osm nárožních pilířků.

## Historie
Vyhlídková věž vznikla při výstavbě zámeckého parku v letech 1839–1843 hrabětem Ervínem Vilémem Silva-Tarouca. Byla vystavěna na návrší vzniklém uměle ze zeminy zbylé po výstavbě skleníku.
V 90. letech 20. století se rozhledna dočkala opravy, v té době byla otvírána pro veřejnost jen v případě konání významnějších kulturních akcí.
V roce 2009 přešlo vlastnictví zámku a zámecké zahrady na Olomoucký kraj, který celý areál zrekonstruoval a rozhlednu po její opravě znovu zpřístupnil veřejnosti 2. dubna 2016.